# Cơm kẹp
Cơm kẹp một biến thể của burger, trong đó phần bánh làm từ gạo được nén thành bánh. Hãng thức ăn nhanh MOS Burger giới thiệu cơm kẹp năm 1987, và nó trở nên phổ biến tại khu vực Đông Á. Bắt đầu từ năm 2005 McDonald's cũng giới thiệu cơm kẹp tại thị trường châu Á.
Tại Việt Nam, cơm kẹp được cung cấp bởi các nhãn hiệu như Lotteria, cơm kẹp và xôi nếp kẹp thịt của RicePass,VietMac...